# Rochefort-du-Gard
Rochefort-du-Gard este o comună în departamentul Gard din sudul Franței. În 2009 avea o populație de 7.101 de locuitori.

## Evoluția populației
| An        | 1975  | 1982  | 1990  | 1999  | 2006  | 2009  |
| --------- | ----- | ----- | ----- | ----- | ----- | ----- |
| Populație | 1.128 | 2.018 | 4.107 | 5.821 | 6.667 | 7.101 |